# Kombinacja norweska na Mistrzostwach Świata w Narciarstwie Klasycznym 2013 – sprint drużynowy
Sprint drużynowy HS134/2x7,5 km – ostatnia z konkurencji rozgrywanych w ramach kombinacji norweskiej na Mistrzostwach Świata w Narciarstwie Klasycznym 2013. Skoki na skoczni Trampolino Dal Ben o punkcie HS134 oraz bieg na 7,5 km odbyły się 2 marca 2013 we włoskim Val di Fiemme. Był to debiut tej konkurencji w programie mistrzostw świata w narciarstwie klasycznym. Pierwszymi w historii mistrzami świata zostali Francuzi: Sébastien Lacroix i Jason Lamy Chappuis. Do startu przystąpiło 14 drużyn.

## Wyniki

### Skoki narciarskie
| Pozycja | Nr | Zawodnicy                                         | Skoki (m)   | Punkty            | Strata |
| ------- | -- | ------------------------------------------------- | ----------- | ----------------- | ------ |
| 1       | 14 | Niemcy · Tino Edelmann · Eric Frenzel             | 124,5 127,0 | 264,3 128,0 136,3 | 0:00   |
| 2       | 10 | Japonia · Akito Watabe · Taihei Katō              | 123,5 126,0 | 258,4 126,4 132,0 | +0:12  |
| 3       | 12 | Austria · Bernhard Gruber · Wilhelm Denifl        | 123,0 122,0 | 251,8 123,3 128,5 | +0:25  |
| 4       | 11 | Francja · Jason Lamy Chappuis · Sébastien Lacroix | 120,5 118,5 | 242,7 121,8 120,9 | +0:43  |
| 5       | 13 | Norwegia · Mikko Kokslien · Magnus Moan           | 118,0 118,5 | 238,1 116,8 121,3 | +0:52  |
| 6       | 8  | Czechy · Miroslav Dvořák · Pavel Churavý          | 114,5 120,0 | 232,8 110,7 122,1 | +1:03  |
| 7       | 7  | Słowenia · Mitja Oranič · Marjan Jelenko          | 109,5 123,5 | 227,8 99,5 128,3  | +1:13  |
| 8       | 6  | Finlandia · Ilkka Herola · Eetu Vähäsöyrinki      | 120,5 113,5 | 226,6 115,4 111,2 | +1:15  |
| 9       | 4  | Estonia · Han-Hendrik Piho · Kail Piho            | 113,0       | 217,5 107,4 110,1 | +1:34  |
| 10      | 9  | Stany Zjednoczone · Bill Demong · Taylor Fletcher | 111,0 112,5 | 214,1 104,9 109,2 | +1:40  |
| 11      | 1  | Ukraina · Wiktor Pasicznyk · Witalij Kaliniczenko | 107,0 115,0 | 206,2 95,7 110,5  | +1:56  |
| 12      | 2  | Rosja · Ernest Jachin · Iwan Panin                | 110,0 109,5 | 204,8 101,8 103,0 | +1:59  |
| 13      | 5  | Włochy · Armin Bauer · Alessandro Pittin          | 105,0 113,5 | 203,0 92,7 110,3  | +2:03  |
| 14      | 3  | Szwajcaria · Seppi Hurschler · Tim Hug            | 102,5 113,0 | 196,2 88,1 108,1  | +2:16  |

### Biegi narciarskie
| Pozycja | Nr | Zawodnicy                                         | Strata do liderów | Czas biegu              | Pozycja w biegu | Czas końcowy |
| ------- | -- | ------------------------------------------------- | ----------------- | ----------------------- | --------------- | ------------ |
| 1       | 4  | Francja · Sébastien Lacroix · Jason Lamy Chappuis | +0:43             | 34:54,9 17:16,4 17:38,5 | 1               | 35:37,9      |
| 2       | 3  | Austria · Wilhelm Denifl · Bernhard Gruber        | +0:25             | 35:29,5 17:41,1 17:48,4 | 4               | +0:16,6      |
| 3       | 1  | Niemcy · Tino Edelmann · Eric Frenzel             | +0:00             | 36:21,8 18:27,4 17:54,4 | 7               | +0:43,9      |
| 4       | 2  | Japonia · Taihei Katō · Akito Watabe              | +0:12             | 36:10,4 18:16,2 17:54,2 | 6               | +0:44,5      |
| 5       | 5  | Norwegia · Magnus Moan · Mikko Kokslien           | +0:52             | 35:49,2 17:55,7 17:53,5 | 5               | +1:03,3      |
| 6       | 10 | Stany Zjednoczone · Taylor Fletcher · Bill Demong | +1:40             | 35:22,5 17.15,8 18:06,7 | 2               | +1:24,6      |
| 7       | 13 | Włochy · Armin Bauer · Alessandro Pittin          | +2:03             | 35:28,4 17:45,1 17:43,3 | 3               | +1:53,5      |
| 8       | 6  | Czechy · Pavel Churavý · Miroslav Dvořák          | +1:03             | 36:30,6 18:33,5 17:57,1 | 9               | +1:55,7      |
| 9       | 7  | Słowenia · Marjan Jelenko · Mitja Oranič          | +1:13             | 36:25,0 18.15,5 18:09,5 | 8               | +2:00,1      |
| 10      | 9  | Estonia · Kail Piho · Han-Hendrik Piho            | +1:34             | 37:17,9 18:22,1 18:55,8 | 10              | +3:14,0      |
| 11      | 8  | Finlandia · Ilkka Herola · Eetu Vähäsöyrinki      | +1:15             | 38:02,5 18:58,9 19:03,6 | 11              | +3:39,6      |
| -       | 11 | Ukraina · Witalij Kaliniczenko · Wiktor Pasicznyk | +1:56             | Zdublowani              | -               | -            |
| -       | 12 | Rosja · Iwan Panin · Ernest Jachin                | +1:59             | Zdublowani              | -               | -            |
| -       | 14 | Szwajcaria · Tim Hug · Seppi Hurschler            | +2:16             | Zdublowani              | -               | -            |